# The Smashing Pumpkins
The Smashing Pumpkins sono un gruppo musicale alternative rock statunitense formatosi a Chicago nel 1988.
La band nasce dall'idea di Billy Corgan (voce e chitarra) e James Iha (chitarra), all'epoca due ragazzi appassionati principalmente di musica hard rock, new-wave e psichedelica. A una prima formazione chitarra elettrica/batteria, si aggiunge poi la bassista D'arcy Wretzky e successivamente il batterista Jimmy Chamberlin, dopo gli inizi con batteria elettronica.
Sono considerati una delle band più importanti degli anni novanta. Il gruppo ha raggiunto il picco della popolarità internazionale tra il 1995 e il 1997 in seguito alla realizzazione del doppio concept album Mellon Collie and the Infinite Sadness.

## Storia del gruppo

### Dalle origini aGish(1988-1992)

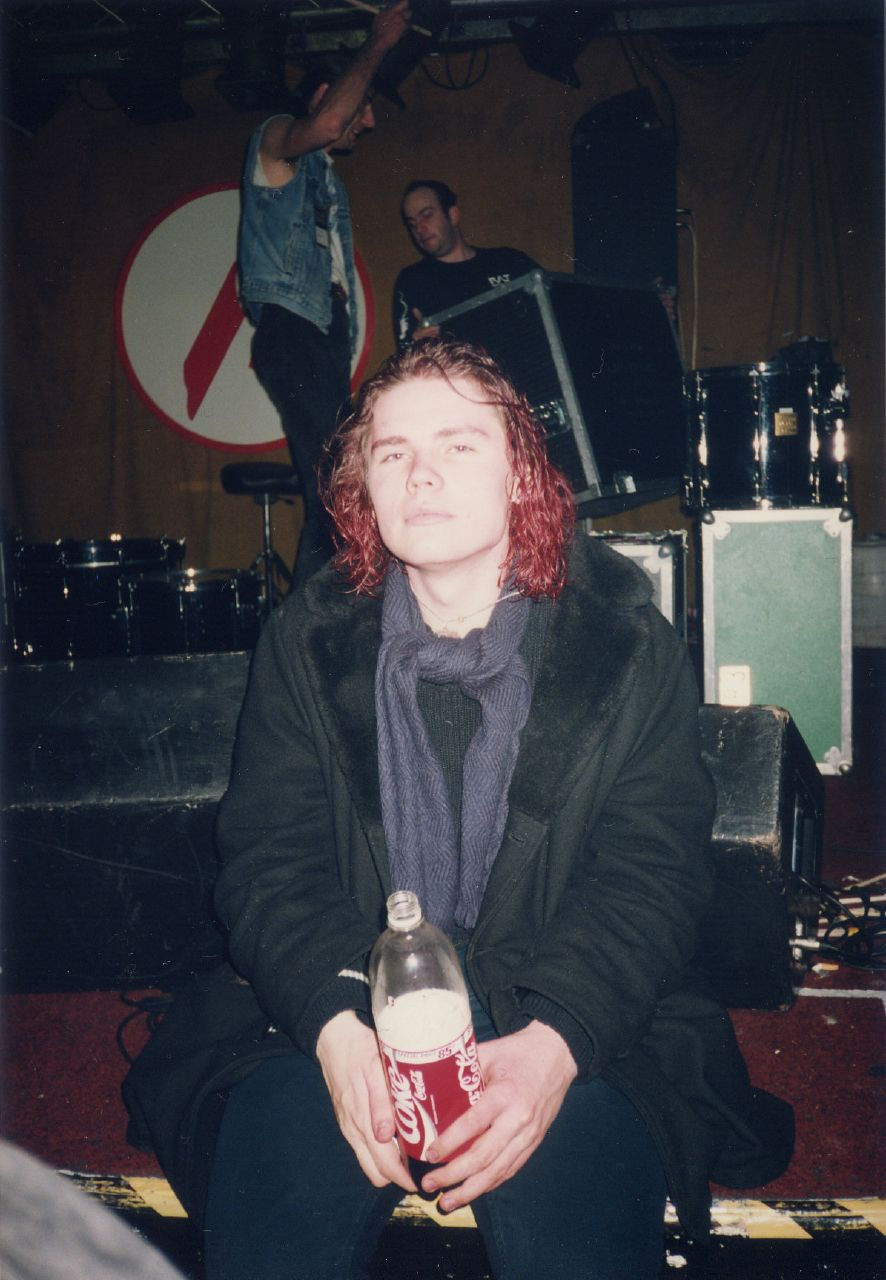
Billy Corgan

La band si fa conoscere agli inizi degli anni novanta nei locali underground di Chicago, proponendo una musica tendenzialmente affine al metal e al grunge, caratterizzata però da influenze dream pop, gothic rock e psichedeliche che li rendono allo stesso tempo diversi e unici.
I testi delle canzoni richiamano sempre una sorta di dolore (già da Gish, loro primo lavoro), quasi un malessere o una vena malinconica, che accompagnerà gli Smashing Pumpkins in tutta la loro carriera.

### Siamese Dream,Pisces Iscariote i primi conflitti (1993-1994)
Il secondo album in studio, Siamese Dream, prosegue sulla linea di Gish, alleggerendo la vena metal e spingendo verso un hard rock più melodico. Viene dato spazio a chitarre acustiche e tastiere, in special modo su lente ballate come Spaceboy. Il tono dei brani è sempre malinconico, ma la voce di Corgan è meno arrabbiata. Il disco è un successo mondiale da oltre 6 milioni di copie, sostenuto dai singoli Cherub Rock, Today e la morriconiana Disarm.
Discorso simile per Pisces Iscariot, album composto da B-side uscito nell'anno seguente, nel quale c'è spazio per una cover di Landslide ballata dei Fleetwood Mac. Il pubblico degli Smashing Pumpkins cresce e la band raccoglie consensi in America e oltre, grazie anche ai concerti.
Contemporaneamente a questo buon riscontro di pubblico, si vengono a creare i primi conflitti. Durante la registrazione di Siamese Dream, per alterni motivi, i membri del gruppo disertano la sala prove, inducendo Corgan a realizzare gran parte delle tracce da solo, suonando anche basso e seconda chitarra. Questa sarà la causa del primo di una serie di scontri interni al gruppo, che vedranno in particolare Corgan imporsi come unico traino della band.

### Mellon Collie and the Infinite Sadness(1995-1997)
L'uscita di Mellon Collie and the Infinite Sadness segna un nuovo capitolo nella storia della band. Il disco è un doppio album, diviso in due sezioni differenti, fortemente voluto da Billy Corgan che è autore di tutti i pezzi esclusi un paio composti da James Iha. Il disco è una raccolta che spazia ancora di più nell'universo rock, proponendo brani in tono con le origini (Zero), ballate che guardano al mondo pop (1979) e pezzi inaspettatamente romantici rispetto alla ruvida impostazione precedente (Tonight, Tonight).
Il tour seguente al disco segnerà un nuovo cambiamento di rotta nella band. Il 12 luglio del 1996 in un albergo di New York, il tastierista turnista dei Pumpkins, Jonathan Melvoin, viene stroncato da una overdose di eroina; con lui si trova il batterista Jimmy Chamberlin, anch'egli tossicodipendente. La situazione era nota al resto del gruppo già da tempo e Chamberlin, dati gli infruttuosi tentativi del resto della band di farlo smettere, viene estromesso. Il tour prosegue con tale formazione "troncata".

### Adoree i cambi di formazione (1998-1999)
L'album Adore del 1998 cambia nuovamente lo stile della band. Alla base ritmica offerta da Chamberlin si sopperisce con un forte uso di basi ritmiche e batterie elettroniche, sulla quale si muovono chitarre e basso, con in aggiunta alcuni inserti di pianoforte. Le canzoni abbracciano ancora di più la melodia, rallentando nella velocità; i temi, sempre intimisti, abbandonano quasi totalmente l'autolesionismo per permearsi di disillusione e amarezza: non a caso, la stesura del disco avviene in concomitanza con la morte della madre di Billy Corgan, fattore che influenza non poco testi e arrangiamenti..
I rapporti interni alla band si fanno sempre più difficili. Il 1999 segna il ritorno di Chamberlin, disintossicato e pronto per entrare in studio. Ma proprio durante la registrazione del nuovo disco, si annuncia l'uscita di D'arcy per dedicarsi alla carriera di attrice, ma solo più tardi Corgan stesso ammetterà che i motivi reali erano ancora di tossicodipendenza. Prende il suo posto Melissa Auf der Maur, ex bassista delle Hole e amica dello stesso Billy Corgan.

### Machina IeII, il primo scioglimento (2000-2005)

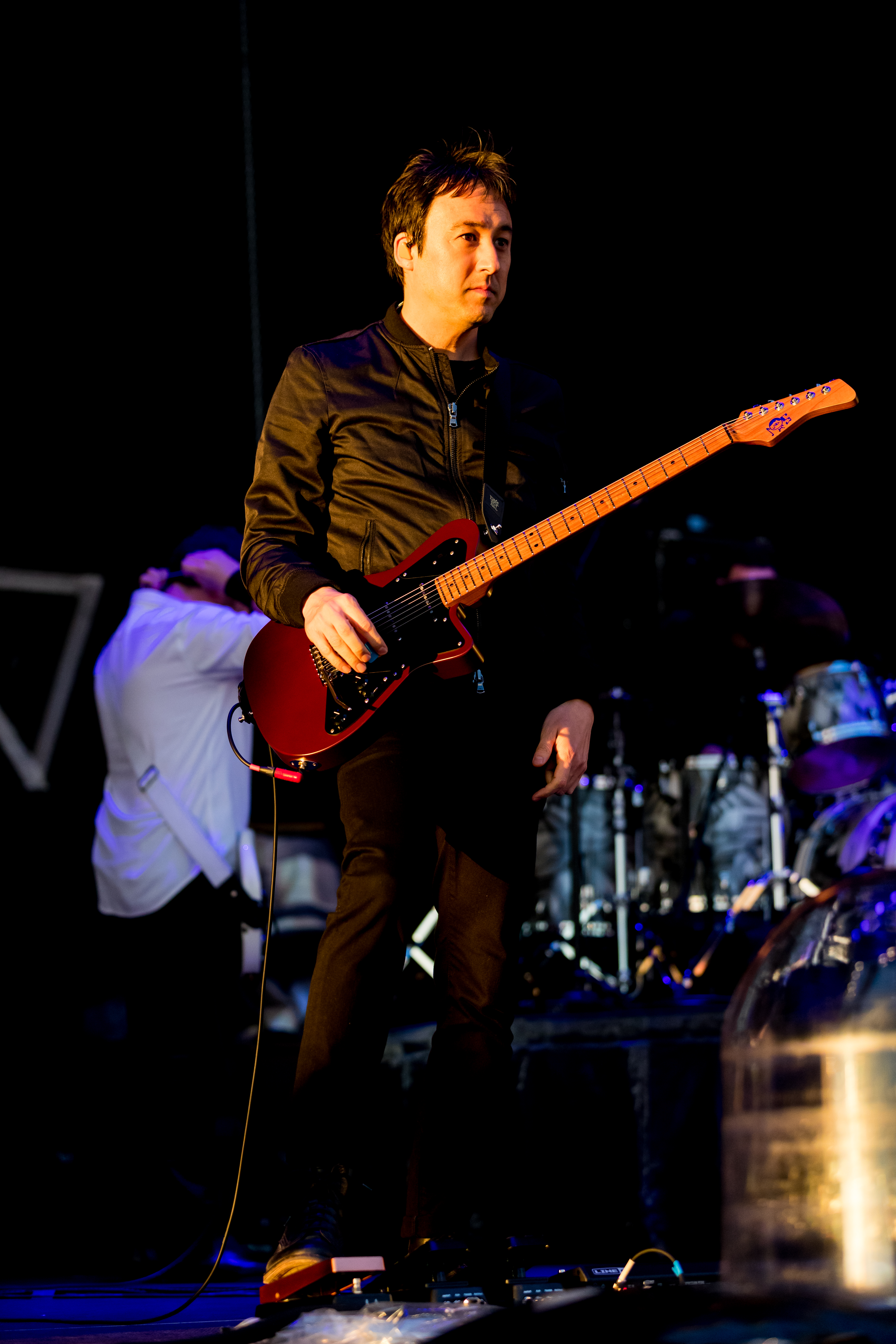
Jeff Schroeder

Il 2000 vede l'uscita di Machina/The Machines of God. In questo concept-album si riversano tutte le esperienze musicali di Corgan applicate ai precedenti lavori. Alle chitarre distorte e risonanti in primo piano vengono affiancate le tastiere, e le une si alternano alle altre a seconda dei brani; il basso cerca un nuovo spazio tentando di uscire dal semplice schema seguito finora, sbilanciandosi in arrangiamenti lievemente più elaborati. In Machina I si fondono il nuovo amore per l'elettronica (Raindrops + Sunshowers), la ballata romantica (With Every Light, Try, Try, Try), fino all'hard rock (Glass and the Ghost Children), anch'esso contaminato dall'elettronica.
Nonostante la commistione di generi, che a un primo ascolto sembra cercare l'approvazione di un mercato molto più pop e commerciale, non sembra deludere le aspettative del pubblico . Nei testi di Machina prevale ora l'amore e i rapporti tra l'Io, la donna amata e Dio, triangolo ideale e indissolubile rappresentato sin dalla copertina (due amanti in un calice, cullati dalle mani di Dio); in altri brani viene ripreso il tema malinconico della morte, ma questa volta, diversamente dalle altre, non c'è molta rassegnazione, quanto una sorta di ottimismo e speranza che si fa strada tra le note a volte struggenti e dolorose.
La leadership di Corgan è ormai incontrastata, tanto da far passare in secondo piano tutti i componenti della band; e proprio all'apice del successo del singolo si contrappone la fine del gruppo, annunciata da una emittente radiofonica, che verrà ufficializzata al termine del tour che si concluderà al Metropolitan di Chicago con uno show di oltre quattro ore.
Dopo lo scioglimento del gruppo, Corgan decide di far pubblicare il seguito dell'ultimo album, Machina II/The Friends and Enemies of Modern Music, registrato durante le session di Machina I. Il progetto, che doveva essere un doppio album, non convince l'etichetta Virgin Records, che mette il suo veto. Corgan ne fa stampare 25 copie su vinile, distribuendole a conoscenti e amici con disposizione di incoraggiarne la diffusione tramite Internet.
In Machina II si ritrovano nuovi spunti. Di nuovo la chitarra distorta affiancata dalla batteria di Chamberlin. Diversi brani presentano canzoni già ascoltate in forme più crude, con un impatto più violento all'ascolto. Le tracce si susseguono senza apparente soluzione di continuità. Compiuto l'ultimo atto, della band rimane solo una raccolta, edita questa volta dalla Virgin e supportata dalla band probabilmente  per obblighi contrattuali, che niente di nuovo aggiunge a quanto è stato fatto finora.
Terminata l'era dei Pumpkins, non terminano i battibecchi tra i componenti della band. Allo scioglimento della band, Billy Corgan ha chiamato in causa il pop, dichiarandosi "stanco di combattere le Britneys" . Al termine del fallito progetto Zwan, attraverso il suo sito ufficiale, ha deciso di rivelare quelli che secondo lui sarebbero stati i veri motivi dello scioglimento dei Pumpkins, ovvero l'ingratitudine di James Iha e la tossicodipendenza di D'arcy:
In un successivo momento poi, sempre dallo stesso sito, cerca il riappacificamento con Iha:

### Il ritorno eZeitgeist(2006-2008)

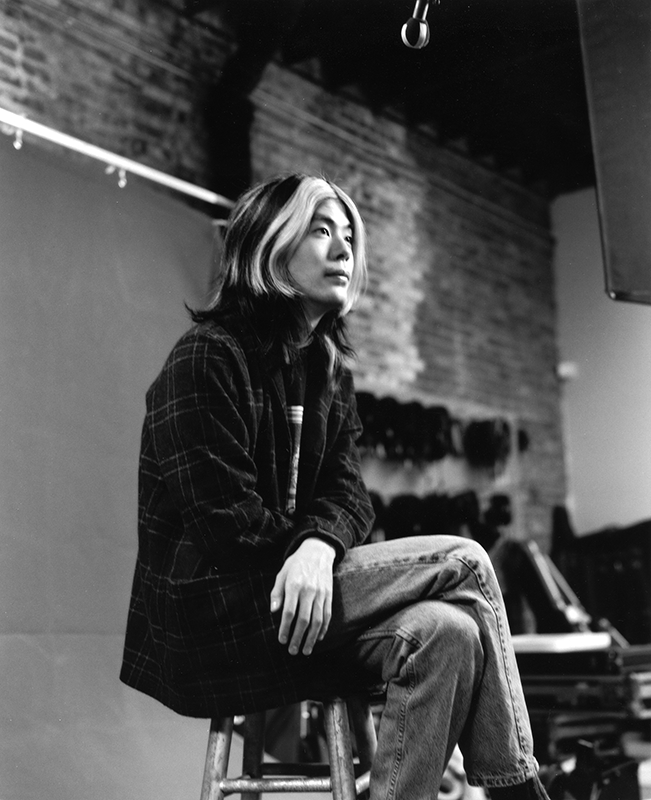
James Iha

Dopo l'uscita del suo disco da solista TheFutureEmbrace, Corgan ritorna ancora una volta sui suoi passi, affermando  di voler riportare in vita i The Smashing Pumpkins, quando, neanche un anno prima, aveva dichiarato di essere pronto per una carriera solista.
Durante l'autunno 2006 gli Smashing Pumpkins entrano in studio per registrare un nuovo album. Billy Corgan, attraverso un MySpace Bulletin, annuncia il titolo dell'album, Zeitgeist, poi uscito il 10 luglio 2007. Corgan e Chamberlin sono gli unici a prendere parte alla reunion, lasciando fuori James Iha e Melissa Auf der Maur. La band si esibisce, per la prima volta dal 2000, il 22 maggio 2007 a Parigi dove vengono presentati i nuovi musicisti: Jeff Schroeder, Ginger Reyes e Lisa Harriton, rispettivamente secondo chitarrista, bassista e tastierista.
Il 2 gennaio 2008, via iTunes, viene commercializzato American Gothic, un EP di quattro canzoni acustiche. Le canzoni ("The Rose March", "Pox", "Again, Again, Again (The Crux)" e "Sunkissed") sono state registrate dalla band nel Pass Studio di Los Angeles, nel periodo di pausa tra il tour statunitense e quello europeo. L'artwork dell'EP è invece scaricabile dal sito ufficiale. Il 23 aprile 2008 Billy Corgan e Jimmy Chamberlin hanno introdotto i The Smashing Pumpkins nella RockWalk di Hollywood. Durante il mese di novembre dello stesso anno gli Smashing Pumpkins hanno celebrato i loro vent'anni di attività con un minitour negli States, suonando dopo vari anni a Chicago. La loro canzone Today tratta da Siamese Dream viene inserita nella colonna sonora del videogioco di Activision Guitar Hero World Tour. Inoltre il nuovo singolo della band, G.L.O.W., è stato inserito in esclusiva nel gioco, dando così ai fan di Guitar Hero accesso alla musica degli Smashing Pumpkins prima di chiunque altro. Il nuovo brano, unitamente ad altri due pezzi della band, 1979 e The Everlasting Gaze, è stato reso disponibile dopo il lancio del gioco come pacchetto aggiuntivo scaricabile.

### Teargarden by KaleidyscopeeOceania(2009-2013)
Nel 2009 il batterista Jimmy Chamberlin ha lasciato il gruppo, che si è messo subito alla ricerca di un nuovo batterista con un appello online. Viene sostituito dal diciannovenne Mike Byrne, scelto da Corgan, che ha battuto nelle audizioni batteristi come Jeff Lenz (The Lassie Foundation) e John Dolmayan (System of a Down) .
Il 16 settembre 2009 Billy Corgan ha annunciato il titolo di un nuovo progetto, Teargarden by Kaleidyscope. Si tratta di un progetto musicale innovativo, costituito secondo Corgan da quarantaquattro canzoni che avrebbero dovuto essere rese disponibili, una per volta, gratuitamente su Internet. Il 7 dicembre 2009 la prima canzone, A Song for a Son, viene messa a disposizione per il download sul sito ufficiale della band. A dispetto dei propositi il progetto è terminato con la decima canzone ed il gruppo si è concentrato per la registrazione di un album tradizionale. Otto dei dieci brani sono stati raccolti in due EP da quattro brani intitolati Vol. 1: Songs for a Sailor e Vol. 2: The Solstice Bare.
Il 22 dicembre il sito Spinner ha pubblicato due video esclusivi nei quali Billy Corgan ha parlato della band e dei progetti futuri. Facendo riferimento al passato ha ammesso come "rompere" la band sia stato un errore.
Nel mese di marzo 2010 viene annunciato che anche la bassista Ginger Reyes e la tastierista Lisa Harriton hanno lasciato il gruppo. Nel frattempo il gruppo ha continuato le registrazioni e il tour con Mark Tulin come bassista provvisorio . Il 9 maggio 2010 viene annunciato tramite il Twitter del gruppo che la nuova bassista è Nicole Fiorentino. Per mezzo della pagina Facebook del gruppo, invece, il 26 aprile 2011 viene annunciata l'uscita dell'album Oceania, prevista verso settembre dello stesso anno. L'uscita dell'album fu poi rinviata a marzo 2012 e, successivamente, al 19 giugno 2012, data di effettiva pubblicazione. My Love Is Winter, brano contenuto nel nuovo disco, viene successivamente inserito nella colonna sonora del videogioco del 2014 Watch Dogs, della Ubisoft Montreal.

### DaMonuments to an ElegyaShiny and Oh So Bright, Vol. 1 / LP: No Past. No Future. No Sun.(2014-presente)

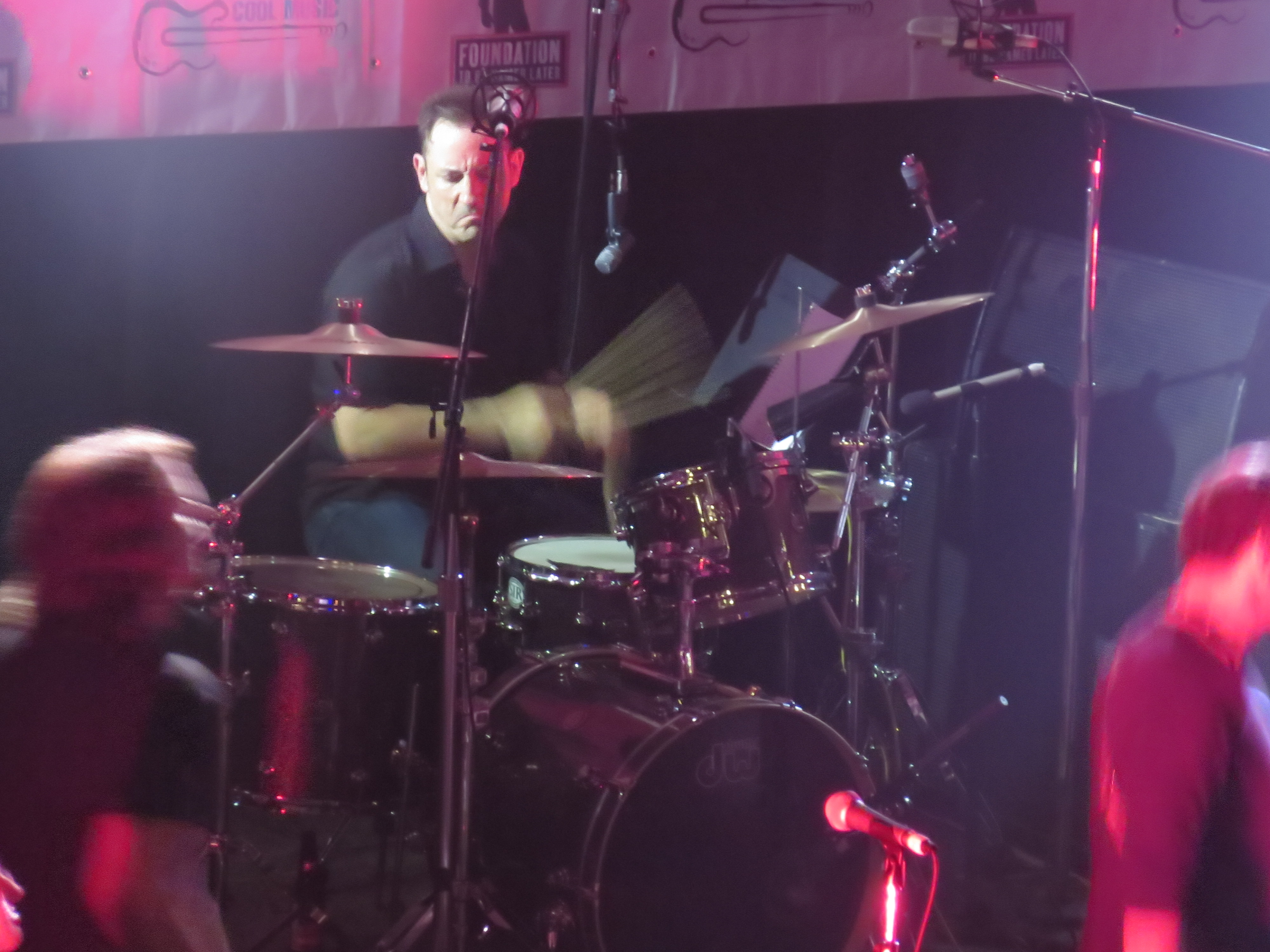
Jimmy Chamberlin

Il 5 febbraio 2014 Billy Corgan conferma di essere al lavoro su del nuovo materiale per la sua band. Il 25 marzo successivo il cantante annuncia che i The Smashing Pumpkins hanno firmato un contratto con la BMG per pubblicare due album entro la fine del 2015. I due album si intitoleranno Monuments to an Elegy e Day for Night. L'8 maggio Corgan comunica che Tommy Lee, dei Mötley Crüe, suonerà la batteria in Monuments to an Elegy al posto di Mike Byrne. Successivamente, a giugno, viene confermata l'uscita dalla band sia di quest'ultimo che della bassista Nicole Fiorentino. L'11 settembre viene annunciato che Monuments to an Elegy verrà pubblicato il 9 dicembre 2014.
A inizio 2015 Corgan annuncia  che il nuovo album non si chiamerà più "Day for Night", ma del nuovo titolo rivela solo l'acronimo "SFTMITHOTS".
Successivamente viene annunciata  una breve serie di concerti tra Europa e Stati Uniti, nei quali la formazione viene completata dal bassista Mark Stoermer (dei The Killers) e dal batterista Brad Wilk (dei Rage Against the Machine).
Nel giugno 2015 Corgan e Schroeder vengono affiancati da Katie Cole per il tour "In Plainsong: An Acoustic-Electro Evening".
In occasione del The End Times Tour insieme a Marilyn Manson, Jimmy Chamberlin, riconciliatosi con Billy Corgan, fa il suo ritorno alla batteria. Jack Bates è il bassista.
Nel successivo tour In Plainsong del 2016, anche James Iha torna a suonare con Corgan e Chamberlin in alcune date, a distanza di 16 anni dall'ultimo concerto con questa formazione. Per questo tour fanno parte della formazione anche Katie Cole e Sierra Swan.
Nel mese di febbraio 2018, tramite il sito ufficiale, la band annuncia il ritorno con un tour negli Stati Uniti denominato “Shiny and Oh So Bright Tour” e pubblica un video di presentazione su YouTube. La band sarà composta da Billy Corgan, James Iha, Jeff Schroeder e Jimmy Chamberlin; non ci sarà, invece, la storica bassista D'Arcy Wretzky. Nel tour verranno suonate principalmente le canzoni dei loro primi cinque album. L'8 giugno 2018 viene pubblicato il nuovo singolo Solara insieme al relativo video su YouTube, seguito il 13 settembre dal singolo Silvery Sometimes (Ghosts), il cui video viene pubblicato il mese successivo su YouTube.
Il 16 novembre 2018 esce infine l'album Shiny and Oh So Bright, Vol. 1 / LP: No Past. No Future. No Sun..
Nel mese di agosto 2020, la band pubblica su YouTube i singoli Cyr e The Colour Of Love, con i quali vira decisamente verso un inedito synth pop che, come tipico, dividerà l'opinione dei fan. In particolare, nel videoclip di Cyr i commenti si soffermano sia sul sound (che per molti richiama la musica Anni '80 dei Depeche Mode, più volte riproposti in cover durante precedenti concerti) che sulle movenze dance di Jimmy Chamberlin. Questi brani faranno parte dell'imminente album Cyr che sarà pubblicato il 27 novembre 2020 dalla loro nuova etichetta Sumerian Records, che è stato stabilito come seconda parte della serie Shiny and Oh So Bright.
Tra ottobre 2020 e gennaio 2021 la band ha annunciato il seguito di Mellon Collin and Infinite Sadness e Machina/The Machine of God, oltre alla conclusione delle registrazione della riedizione di Machina II/The Friends and Enemies of Modern Music.
Il 23 ottobre 2023 il chitarrista Jeff Schroeder ha annunciato di aver lasciato il gruppo, dopo sedici anni di appartenenza, per seguire un percorso diverso. Il 26 aprile 2024, dopo aver lanciato un'audizione per la ricerca di un sostituto alla quale avrebbero risposto, secondo Billy Corgan, oltre 10.000 chitarristi da tutto il mondo, viene scelta come nuova chitarrista della band Kiki Wong.

## Stile musicale e influenze
Gli Smashing Pumpkins sono considerati uno dei gruppi più rappresentativi del rock alternativo degli anni novanta.
Controversa è l'appartenenza del gruppo al movimento grunge: alcuni critici musicali vi inseriscono parte della produzione del gruppo (in particolare i primi due album, Gish e Siamese Dream e il singolo Bullet with Butterfly Wings), mentre diversi altri sottolineano le differenze stilistiche e le diverse influenze degli Smashing Pumpkins rispetto ai contemporanei gruppi grunge (tesi avvalorata anche dalla differente provenienza geografica del quartetto, decisamente lontana dalla scena di Seattle). Nel corso degli anni la band ha sperimentato diversi generi come gothic rock, heavy metal, dream pop, shoegaze, rock psichedelico, rock progressivo ed elettronica.
Il frontman Billy Corgan ha dichiarato influenze per gli Smashing Pumpkins: il rock gotico/post-punk di The Cure e Bauhaus, l'heavy metal dei Black Sabbath, Jimi Hendrix per quanto riguarda l'abilità chitarristica e Cheap Trick per la voce. Ha inoltre dichiarato che il metal dei Pantera (che Corgan ritiene una delle band migliori di sempre) ha influenzato il loro album Mellon Collie and the Infinite Sadness. Altre influenze sono Led Zeppelin e Beatles.
La band stessa ha influenzato vari gruppi musicali ed artisti, tra i quali: Chino Moreno (Deftones), Panic! At the disco, Weezer, Marilyn Manson e My Chemical Romance. Il cantante di quest'ultima band, Gerard Way, ha dichiarato che il gruppo musicale ha preso a modello gli Smashing Pumpkins durante la loro carriera.
Gli Smashing Pumpkins hanno venduto oltre 30 milioni di album in tutto il mondo (dati aggiornati ad Ottobre 2012), con vendite che raggiungono i 19,75 milioni di copie solo negli Stati Uniti. Tra le loro opere più celebri, "Siamese Dream" e "Mellon Collie and the Infinite Sadness" sono stati riconosciuti come due dei 500 migliori album di tutti i tempi dalla prestigiosa rivista Rolling Stone, confermando il loro impatto duraturo nel panorama musicale globale.

## Formazione

### Formazioneattuale[l'attuale e i vari presente andrebbero sostituiti dall'anno dell'ultimo aggiornamento, per evitare che un nome compaia anche se nel frattempo ha lasciato il gruppo]
- Billy Corgan – voce, chitarra, basso, tastiere (1988-2000, 2006-presente)
- James Iha – chitarra, basso, cori (1988-2000, 2018-presente)
- Jimmy Chamberlin – batteria (1988-1996, 1999-2000, 2006-2009, 2015-presente)

### Turnisti
- Jack Bates – basso (2015, 2018-presente)
- Kiki Wong – chitarra (2024-presente)

### Ex componenti
- D'arcy Wretzky – basso, cori (1988–1999)
- Melissa Auf der Maur – basso (1999–2000)
- Ginger Reyes – basso (2007–2010)
- Mike Byrne – batteria, tastiere, cori (2009–2014)
- Nicole Fiorentino – basso, tastiere, cori (2010–2014)
- Jeff Schroeder – chitarra, tastiere (2007-2023)

### Ex turnisti
- Eric Remschneider – violoncello (1992–1994)
- David Ragsdale – violino (1992–1994)
- Jonathan Melvoin – tastiere (1995–1996)
- Matt Walker – batteria, percussioni (1996–1997)
- Dennis Flemion – tastiere (1996–1997)
- Kenny Aronoff – batteria, percussioni (1998–1999)
- Dan Morris – percussioni (1998–1999)
- Stephen Hodges – percussioni (1998–1999)
- Mike Garson – piano, tastiere (1998–2000)
- Chris Holmes – tastiere (2000)
- Lisa Harriton – tastiere (2007–2009)
- Mark Tulin – basso (2010)
- Stephen Bradley – tromba (2008)
- Gabrial McNair – trombone (2008)
- Kristopher Pooley – tastiere (2008)
- Gingger Shankar – violino (2008)
- Tommy Lee – batteria (2014)
- Mark Stoermer – basso (2014)
- Brad Wilk – batteria (2014)
- Sierra Swan – tastiere, basso, cori (2016)
- Katie Cole – tastiere, chitarra, basso, cori (2015-2024)

## Discografia

### Album in studio
- 1991 – Gish
- 1993 – Siamese Dream
- 1995 – Mellon Collie and the Infinite Sadness
- 1998 – Adore
- 2000 – Machina/The Machines of God
- 2000 – Machina II/The Friends and Enemies of Modern Music
- 2007 – Zeitgeist
- 2012 – Oceania
- 2014 – Monuments to an Elegy
- 2018 – Shiny and Oh So Bright, Vol. 1 / LP: No Past. No Future. No Sun.
- 2020 – Cyr
- 2023 – Atum: A Rock Opera in Three Acts
- 2024 – Aghori Mhori Mei

### Raccolte
- 1994 – Pisces Iscariot
- 1994 – Siamese Singles
- 1996 – The Aeroplane Flies High
- 2001 – Greatest Hits
- 2002 – Earphoria

### Singoli
- 1990 – I Am One
- 1990 – Tristessa
- 1991 – Siva
- 1991 – Rhinoceros
- 1992 – Daughter
- 1993 – Cherub Rock
- 1993 – Today
- 1994 – Disarm
- 1994 – Rocket
- 1995 – Bullet with Butterfly Wings
- 1996 – 1979
- 1996 – Tonight, Tonight
- 1996 – Zero
- 1996 – Thirty-Three
- 1997 – The End Is the Beginning Is the End
- 1998 – Ava Adore
- 1998 – Perfect
- 1999 – The Everlasting Gaze
- 2000 – Stand Inside Your Love
- 2000 – Try, Try, Try
- 2000 – Untitled
- 2007 – Tarantula
- 2007 – That's the Way (My Love Is)
- 2008 – G.L.O.W.
- 2010 – Freak
- 2011 – Owata
- 2012 – The Celestials
- 2012 – Panopticon
- 2014 – Being Beige
- 2014 – One and All (We Are)
- 2014 – Drum + Fife
- 2015 – Run2me
- 2018 – Solara
- 2018 – Silvery Sometimes (Ghosts)
- 2020 – Cyr/The Colour of Love
- 2022 – Beguiled
- 2023 - Spellbinding
- 2024 - Sighommi

### EP
- 1991 – Lull
- 1992 – Peel Sessions
- 1996 – 1979 Mixes
- 1997 – The End Is the Beginning Is the End (The Remixes)
- 1998 – Live at Cabaret Metro 10-5-88
- 2008 – American Gothic
- 2010 – Teargarden by Kaleidyscope Vol. 1: Songs for a Sailor
- 2010 – Teargarden by Kaleidyscope Vol. 2: The Solstice Bare

## Premi e riconoscimenti

### American Music Awards
- Vinto
  - 1997 - Favorite Alternative Artist
- Nomination
  - 1997 - Favorite Heavy Metal/Hard Rock Artist

### Grammy Awards
- Vinti
  - 1997 - Best Hard Rock Performance: Bullet with Butterfly wings
  - 1998 - Best Hard Rock Performance: The End Is The Beginning Is The End
- Nomination
  - 1994 - Best Alternative Music Performance: Siamese Dream
  - 1994 - Best Hard Rock Performance: Cherub Rock
  - 1997 - Album of the Year: Mellon Collie And The Infinite Sadness
  - 1997 - Record of the Year: 1979
  - 1997 - Best Rock Vocal Performance by a Duo or Group: 1979
  - 1997 - Best Pop Instrumental Performance: Mellon Collie And The Infinite Sadness
  - 1997 - Best Music Video, Short Form: Tonight, Tonight
  - 1999 - Best Alternative Music Performance: Adore

### Juno Awards
- Nomination
  - 1997 Best Selling Album: Mellon Collie and the Infinite Sadness

### MTV Video Music Award
- Vinti
  - 1996 Video of the year: Tonight, Tonight
  - 1996 Best Alternative Video: 1979
  - 1996 Best Direction in a Video: Tonight, Tonight
  - 1996 Best Special Effects in a Video: Tonight, Tonight
  - 1996 Best Art Direction in a Video: Tonight, Tonight
  - 1996 Best Cinematographic in a Video: Tonight, Tonight
- Nomination
  - 1994 Best Alternative Video: Disarm
  - 1994 Best Editing in a Video: Disarm
  - 1996 Best Editing in a Video: Tonight, Tonight
  - 1996 Viewer Choise: Tonight, Tonight
  - 1997 Best Direction in a Video: The End Is the Beginning Is the End
  - 1997 Best Special Effects in a Video: The End Is the Beginning Is the End
  - 1997 Best Special Editing in a Video: The End Is the Beginning Is the End
  - 1997 Best Cinematography in a Video: The End Is the Beginning Is the End
  - 1999 Best Artist Website

### MTV Europe Music Awards
- Vinti
  - 1996 Best Rock Artist
- Nomination
  - 1996 Best Group
  - 1998 Best Rock Artist

## Apparizioni in serie televisive e videogiochi
- Gli Smashing Pumpkins sono anche stati citati in un episodio della serie tv tedesca Squadra Speciale Cobra 11 intitolato L'ultima corsa (titolo originale Crash, Stagione 3, 1997), in cui i protagonisti, fan degli Smashing Pumpkins, si fanno chiamare Corgan e Chamberlin. Per l'intera durata della puntata risuonano le note delle canzoni del gruppo.
- La canzone Cherub Rock è stata inserita nei giochi "Guitar Hero 3" e "Rock Band" per PlayStation 2, PS3, Wii e Xbox 360, 1979 è presente come brano in una delle stazioni radio di Grand Theft Auto IV e come sigla finale con titoli di coda di Gran Turismo 5 mentre Today:', è stata inserita nei giochi Guitar Hero World Tour e Rock Band 2. Per quest'ultimo, sono disponibili come contenuto scaricabile a pagamento anche Zero e Siva; il singolo Tarantula, infine, è incluso come brano bonus nel gioco Guitar Hero on Tour: Decades. Oltre alla canzone Cherub Rock, Bullet with Butterfly Wings è stata inserita nel gioco "Guitar Hero 5". La canzone My Love is Winter è presente nel videogioco Watch Dogs, uscito nel 2014 per PS3, PS4, Xbox 360, Xbox One e PC.
- In un episodio della serie I Simpson intitolato Homerpalooza, durante l'esibizione degli Smashing Pumpkins che stanno cantando Zero, Bart Simpson afferma: "Deprimere i teenager è più facile di sparare a dei pesci in un barile".
- Nella graphic novel dell'autore canadese Bryan Lee 'O Malley Scott Pilgrim, l'omonimo protagonista compare spesso con indosso una maglietta raffigurante il logo degli Smashing Pumpkins, giocando con le identiche iniziali tra il suo nome e quello della band.
- La canzone Daydream è presente nella serie tv italiana 1992[41].
- La canzone 1979 fa parte della colonna sonora del film Il Divin Codino.[42]